# 488 Kreusa
488 Kreusa este un asteroid din centura principală, descoperit pe 26 iunie 1902, de Max Wolf și Luigi Carnera.